# Букановское Заготзерно
Букановское Заготзерно — посёлок в Кумылженском районе Волгоградской области России. Входит в состав Букановского сельского поселения. Население 77 чел. (2010).

## География
Расположен в западной части региона у административной границы с Ростовской областью, в лесостепи, в пределах Хопёрско-Бузулукской равнины, являющейся южным окончанием Окско-Донской низменности, на левобережье реки Дон, у оз. Ильмень
Уличная сеть сеть не развита.
Абсолютная высота 60 метров над уровнем моря.

## Население
| 2010 |
| ---- |
| 77   |

Гендерный состав
По данным Всероссийской переписи населения 2010 года в гендерной структуре населения из 77 человек мужчин — 33, женщин — 44 (42,9 и 57,1 % соответственно).
Национальный состав
Согласно результатам переписи 2002 года, в национальной структуре населения
русские составляли 99 % из общей численности населения в 99 чел..

## Инфраструктура
Развитое сельское хозяйство. Личное подсобное хозяйство.

## Транспорт
Стоит на автодороге «Слащевская — Букановское Заготзерно» (от автомобильной дороги «Жирновск — Рудня- Вязовка — Михайловка — Кумылженская — Вешенская (Ростовская область)» (идентификационный номер 18 ОП РЗ 18К-64).
Просёлочные дороги.